# Denis François de Garcia de la Véga
Denis François Joseph de Garcia de la Véga (Flostoy, 10 mei 1790 - Omezée, 18 oktober 1856) was een Belgisch volksvertegenwoordiger.

## Levensloop
De Garcia was een zoon van François de Garcia de la Véga en van Marie Dinon. Hij bleef vrijgezel. Zijn vader was heer van Flostoy, Montiguet, Homesée enz.
Hij behoorde tot een familie die onder het ancien régime adellijke status had verworven, maar geen vernieuwing aanvroeg onder het Verenigd Koninkrijk der Nederlanden. Pas in 1845 werd door Thomas de Garcia (1792-1872), broer van Denis François, adelserkenning verkregen met een erfelijke baronstitel. Denis François zelf vroeg geen adelserkenning aan. De familie had Flostoy bij Havelange als bakermat. Ze bewoonde er het Château Rose en leverde als burgemeesters, van vader op zoon: Désiré de Garcia (1820-1908), Alphonse de Garcia (1858-1921) en Albert de Garcia (1885-1973).
De Garcia werd officier in het keizerlijk leger. Hij behoorde tot de erewacht van Napoleon en vervolgens tot de lijfwacht van Lodewijk XVIII.
Na 1815 ging hij studeren aan de École de Droit in Brussel en eind 1817 promoveerde hij er tot licentiaat in de rechten. Hij werd rechter aan de rechtbank van eerste aanleg in Namen (1824-1856) en was er ondervoorzitter vanaf 1845 tot aan zijn dood.
In 1831 was hij gedurende een maand katholiek volksvertegenwoordiger voor het arrondissement Dinant. In 1839 werd hij in dezelfde hoedanigheid verkozen voor het arrondissement Namen en vervulde dit mandaat tot de wet van 1848 op de onverenigbaarheden hem de voorkeur deed geven aan zijn ambt binnen de magistratuur.
Hij was provincieraadslid (1836-1839) en gemeenteraadslid van Namen (1832-1836).
Hij was ook majoor van de Burgerwacht in Namen.